# اوکیو، کیوتو
اوکیو (به لاتین: Ukyō-ku) یک منطقهٔ مسکونی در ژاپن است که در کیوتو واقع شده‌است. اوکیو ۲۰۴٬۲۶۲ نفر جمعیت دارد.